# Europees kampioenschap zaalhockey mannen 2024
Het Europees kampioenschap zaalhockey 2024 was een door de European Hockey Federation (EHF) georganiseerd kampioenschap voor zaalhockeyers. De 21e editie van het Europees kampioenschap vond plaats van 1 tot 4 februari 2024 in de Sportoase te Leuven.

## Groepsfase

### Groep A
| Land        | Wed | Win | Gel | Ver | DV | DT | +/- | Pnt |
| ----------- | --- | --- | --- | --- | -- | -- | --- | --- |
| Oostenrijk  | 4   | 3   | 1   | 0   | 23 | 17 | +6  | 10  |
| Duitsland   | 4   | 2   | 1   | 1   | 23 | 19 | +4  | 7   |
| Spanje      | 4   | 2   | 0   | 2   | 22 | 23 | -1  | 6   |
| Zwitserland | 4   | 2   | 0   | 2   | 19 | 22 | -3  | 6   |
| Kroatië     | 4   | 0   | 0   | 4   | 23 | 29 | -6  | 0   |

1 februari 2024
| Oostenrijk | 6 - 4 | Kroatië     |
| Duitsland  | 6 - 2 | Spanje      |
| Spanje     | 8 - 6 | Kroatië     |
| Oostenrijk | 4 - 2 | Zwitserland |

2 februari 2024
| Spanje      | 6 - 4 | Zwitserland |
| Duitsland   | 7 - 6 | Kroatië     |
| Zwitserland | 8 - 7 | Kroatië     |
| Duitsland   | 5 - 5 | Oostenrijk  |

3 februari 2024
| Zwitserland | 6 - 5 | Duitsland |
| Oostenrijk  | 8 - 6 | Spanje    |

### Groep B
| Land     | Wed | Win | Gel | Ver | DV | DT | +/- | Pnt |
| -------- | --- | --- | --- | --- | -- | -- | --- | --- |
| België   | 4   | 3   | 0   | 1   | 22 | 11 | +11 | 9   |
| Polen    | 4   | 2   | 0   | 2   | 17 | 16 | +1  | 6   |
| Portugal | 4   | 2   | 0   | 2   | 14 | 20 | -6  | 6   |
| Tsjechië | 4   | 1   | 1   | 2   | 19 | 18 | +1  | 4   |
| Oekraïne | 4   | 1   | 1   | 2   | 13 | 20 | -7  | 4   |

1 februari 2024
| Tsjechië | 4 - 4 | Oekraïne |
| België   | 4 - 2 | Portugal |
| Portugal | 4 - 1 | Oekraïne |
| Polen    | 4 - 2 | België   |

2 februari 2024
| Tsjechië | 10 - 2 | Portugal |
| Oekraïne | 5 - 4  | Polen    |
| Portugal | 6 - 5  | Polen    |
| België   | 8 - 2  | Tsjechië |

3 februari 2024
| Polen  | 4 - 3 | Tsjechië |
| België | 8 - 3 | Oekraïne |

## Negende tot tiende plaats
3 februari 2024
| Kroatië | 6 - 4 | Oekraïne |

## Vijfde tot achtste plaats
3 februari 2024
| Spanje      | 3 - 3 (2 - 0) | Tsjechië |
| Zwitserland | 5 - 5 (3 - 2) | Portugal |

4 februari 2024
| Portugal | 10 - 5 | Tsjechië    |
| Spanje   | 3 - 1  | Zwitserland |

## Halve finale
3 februari 2024
| Duitsland | 5 - 4         | België     |
| Polen     | 1 - 1 (3 - 2) | Oostenrijk |

## Troostfinale
4 februari 2024
| België | 7 - 6 | Oostenrijk |

## Finale
4 februari 2024
| Duitsland | 5 - 2 | Polen |